# Wilburgstetten
Wilburgstetten település Németországban, azon belül Bajorországban. Lakosainak száma 2140 fő (2023. december 31.).

## Népesség
A település népessége az elmúlt években az alábbi módon változott:
| Lakosok száma | 545  | 886  | 1819 | 1998 | 2068 | 2067 | 2138 | 2166 | 2133 | 2140 |
|               | 1875 | 1950 | 1975 | 1987 | 2012 | 2014 | 2016 | 2017 | 2021 | 2023 |